# ティッタ・ルッフォ

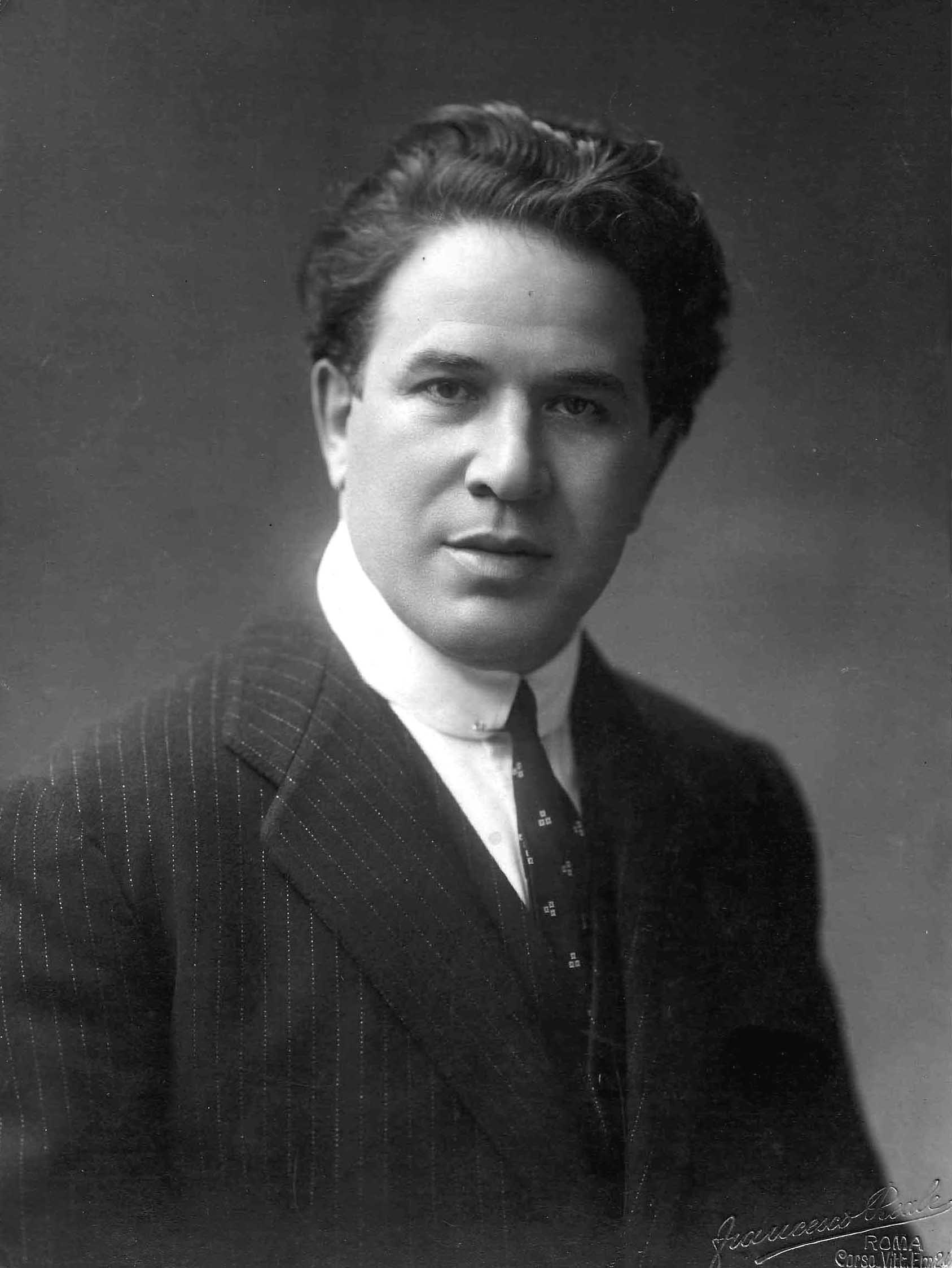
ティッタ・ルッフォ

ティッタ・ルッフォ（Titta Ruffo, 本名Ruffo Cafiero Titta, 1877年6月9日 - 1953年7月6日）は、イタリアのバリトン歌手。
その大声量と力強い表現力から20世紀前半最高のバリトン歌手の一人とされる。

## 生涯
ピサに貧しい金属工の息子として生まれる。
若い頃は父親と同様の職人となるべくイタリア各地を徒弟奉公する。その美声は職人仲間で評判となり、ローマで親方の勧めもありサンタ・チェチーリア音楽院の聴講をするに至った。その後何人かの声楽教師に師事し、大部分独学でバリトン歌手としての地歩を固め、1898年、ローマ・コスタンツィ劇場でのヴァーグナー『ローエングリン』の伝令役で舞台デビューを飾った（この際彼は本名と姓名を逆転させたTitta Ruffoを芸名とした）。その後イタリア各地の劇場を転々としつつレパートリーの取得に努め、20世紀を迎える頃にはヴェルディ『リゴレット』題名役、同『運命の力』カルロ役、『ドン・カルロ』ロドリーゴ役、レオンカヴァッロ『道化師』トニオ役、トマ『ハムレット』題名役などが当り役となった。
1903年にはロンドン・コヴェントガーデン劇場にデビューして絶賛された。もっともコヴェントガーデンでは、当時君臨していたプリマ・ドンナのネリー・メルバが大声量のルッフォとの共演を忌避し、以後ルッフォは同劇場から完全に閉め出しを食らっている。1903年-04年のシーズンではミラノ・スカラ座にリゴレット役でデビュー、1912年からはアメリカにも進出、フィラデルフィアとシカゴを中心に歌った。メルバと同様の理由で大テノール、エンリコ・カルーソーがルッフォと同じ舞台に立つことを嫌ったためもあって、ニューヨーク・メトロポリタン歌劇場（メト）への出演はカルーソーの死後、1922年と遅れた（この2人は『オテロ』の一場面のレコード吹込みで共演している）が、結局メトでも1929年までの8シーズンにわたりリゴレット役、ロッシーニ『セビリアの理髪師』フィガロ役、ジョルダーノ『アンドレア・シェニエ』ジェラール役などを歌った。
ルッフォは単一の劇場のメンバーとして活躍するというより、世界各地の大劇場へ客演することを好んだ点で、今日のオペラ歌手にも通じる現代的な一面をもっていた。1920年代後半以降彼の歌唱力は急速に衰えをみせ、1931年ブエノスアイレスでの『ハムレット』を最後に引退した。
引退後は後輩歌手に一切の指導・助言を行わなかったのも特徴的であった。1937年に自伝『我が放物線の人生(La mia parabola )』を著した彼は、1953年にフィレンツェで他界した。

## 逸話
- 20世紀イタリアを代表する名オペラ指揮者トゥリオ・セラフィン（マリア・カラスを育てたことで有名）は晩年、生涯出会った印象に残る歌手を尋ねられ「カルーソー、ルッフォ、ポンセルの3人は奇蹟だった。あとの連中はみな良い歌手というに過ぎない」と述懐している。
- 同時代ライヴァルのバリトン歌手デ・ルーカはセラフィンと同様に「（ルッフォの声は）ただの声ではなかった。それは奇蹟だった。(Non era una voce, era un miracolo. )」と述べたし、著名なテノール、ラウリ＝ヴォルピはその著書『歌手対比列伝』で「ライオンの声(Voce del leone )」と評している。
- ルッフォは第二次世界大戦中もイタリア国内に留まり、パスポート没収、理由なき拘留など様々な迫害を受けつつフィレンツェで暮らしていた。1943年7月、ムッソリーニ失脚の報が伝わると、66歳のルッフォは自宅の窓を開け、街頭に向け「ラ・マルセイエーズ」を音吐朗々歌ったと伝えられる。